# موستاپیچ
موستاپیچ (به صربی: Mustapić) یک منطقهٔ مسکونی در صربستان است که در کوچوو واقع شده‌است. موستاپیچ ۷۴۰ نفر جمعیت دارد.